# Martin Freyer
Martin Freyer (* 4. Oktober 1995 in Harare, Simbabwe; nicht wie häufiger genannt am 4. April 1995) ist ein namibischer Radrennfahrer. 

## Erfolge
Er gewann 2018 die namibische Radsportmeisterschaft im Straßenrennen. 2018 gewann er auch auf dem Mountainbike das Extrem-Radrennen Desert Dash in Namibia.
2015
- Namibische Straßenmeisterschaft

2017
- Namibische Zeitfahrmeisterschaft

2018
- Namibischer Meister – Straßenrennen
- Namibische Zeitfahrmeisterschaft

2022
- The Munga[1]